# Dschang

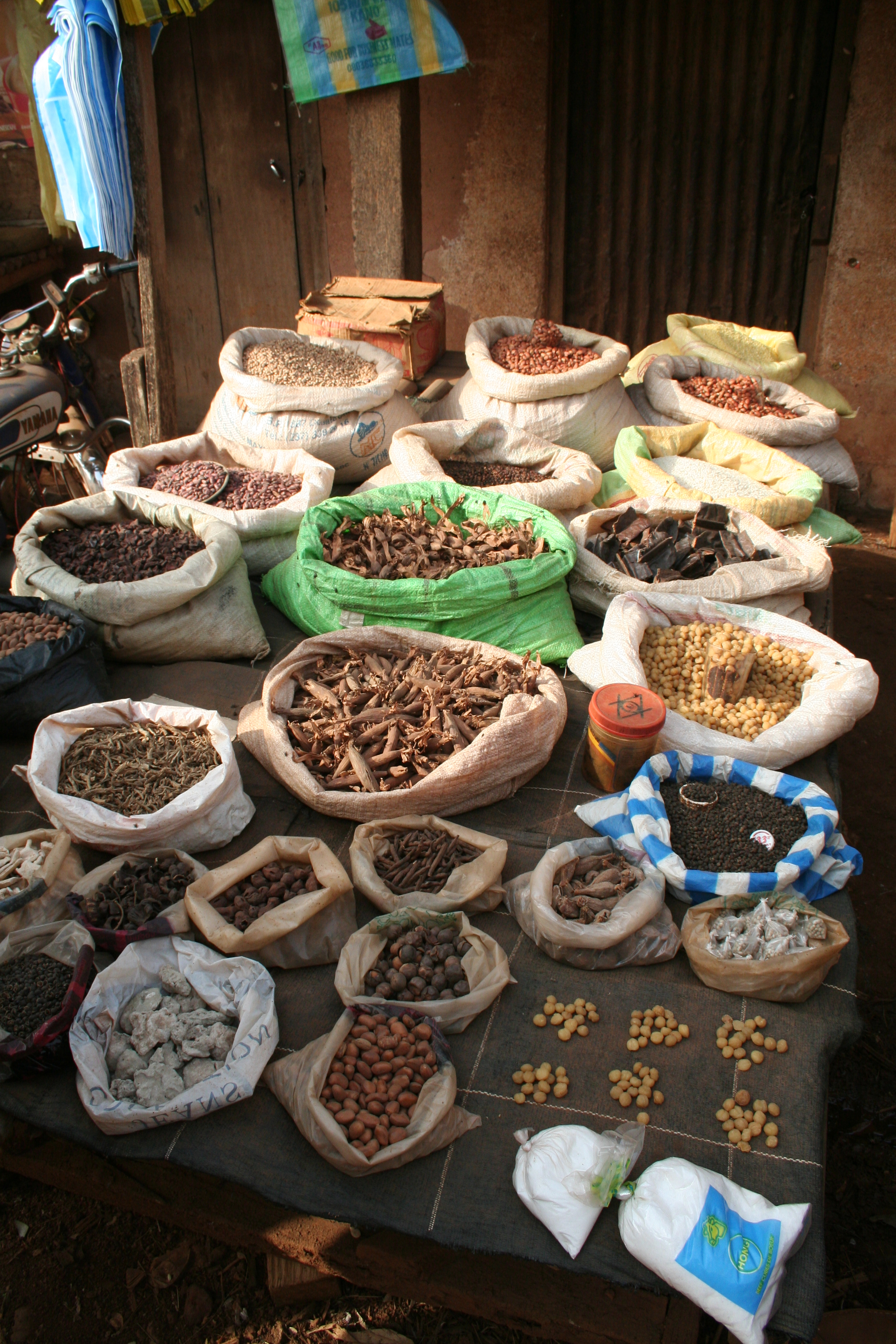
Stragan na bazarze w Dschang

Dschang (także Dchang lub Djang) – miasto w Kamerunie w Regionie Zachodnim, stolica departamentu Menoua. Liczy około 150 tys. mieszkańców.
W mieście znajduje się lokalne lotnisko.
Pierwsza wzmianka o Dschang pochodzi z 1895, kiedy to zostało odkryte przez niemiecką misję wojskową. W 1909 przeniesiono do miasta siedzibę niemieckiego okręgu wojskowego. W 1917 miasto zajęli Brytyjczycy, zaś w 1920 zostało przejęte przez Francuzów, którzy uczynili je stolicą Prowincji Zachodniej. Po uzyskaniu przez Kamerun niepodległości w 1960 stolicę prowincji przeniesiono do Bafoussam. Przyczyniło się to do spadku znaczenia miasta i zahamowania jego rozwoju. Dopiero w latach dziewięćdziesiątych XX w. wraz z założeniem uniwersytetu znaczenie miasta zaczęło powoli rosnąć. Istnieją plany eksploatacji znajdujących się w pobliżu miasta złóż surowców mineralnych (boksyty).
Ze względu na swoje atrakcyjne położenie miasto jest ośrodkiem turystyki górskiej.